# Грб Северне Македоније
Грб Северне Македоније је званични хералдички симбол Северне Македоније. Грб у сличној верзији је усвојен у Народној скупштини НР Македоније 27. јула 1946. године, а касније замењен Чланом 8. Устава СР Македоније. Овај грб не треба поистовећивати са традиционалним грбом који се односи на историјску Македонију.

## Опис грба
Опис грба Северне Македоније је следећи: „Грб сачињава венац од класја жита, дувана и мака, повезан траком са народним орнаментом. У централном простору налазе се планине, реке, језера и сунце. Ово представља 'богатство наше земље, борбу и слободу“.
Након осамостаљења Северне Македоније овај грб је задржан, али је легализован „Законом о државним симболима Републике Македоније“. Нови предлог грба Републике Македоније предложен је 2014. године влади Републике Македоније, који је у процесу прихватања. На жуто златном штиту налази се црвени разјарени лав удесно, штит је крунисан круном у форми тврђаве. Овај предлог грба представља најисправнији хералдички приказ.

## Историјски грбови Северне Македоније
- Грб Македоније из 1340.[1][2]
- Грб Македоније из 17 века
- Македонски грб из 1595.
- Македонски грб из 1614.
- Грб Македоније из 1694.
- Грб Македоније из 1741.
- Македонски грб из 1620.
- Стилизован македонски грб из 1620.
- Грб Демократске Федералне Македоније (1944–1946)
- Грб Народне Републике / Социјалистичке Републике Македоније (1946–1991)
- Грб Републике Македоније (1991–2009)
- Предлог државног грба Републике Македоније из 1992.
- Предлог државног грба Републике Македоније из 2014.[3]